# Parascopioricus binoditergus
Parascopioricus binoditergus är en insektsart som beskrevs av Nickle 1983. Parascopioricus binoditergus ingår i släktet Parascopioricus och familjen vårtbitare. Inga underarter finns listade i Catalogue of Life.